# Polánka (Krásné)
Polánka je vesnice a část obce Krásné v okrese Chrudim. Nachází se dva kilometry severozápadně od Krásného. Polánka je také název katastrálního území o rozloze 5,07 km². V katastrálním území Polánka leží i Chlum.

## Historie
První písemná zmínka o vesnici pochází z roku 1329.

## Přírodní poměry
Východně od vesnice se nachází přírodní památka Polánka, kde roste prstnatec bezový a další vzácné druhy rostlin. Do severní části katastrálního území zasahuje přírodní rezervace Vápenice a do jižní část přírodní rezervace Vršovská olšina.